# Weatherford (Oklahoma)
Weatherford is een plaats (city) in de Amerikaanse staat Oklahoma, en valt bestuurlijk gezien onder Custer County.

## Demografie
Bij de volkstelling in 2000 werd het aantal inwoners vastgesteld op 9859.
In 2006 is het aantal inwoners door het United States Census Bureau geschat op 9938, een stijging van 79 (0,8%).

## Geografie
Volgens het United States Census Bureau beslaat de plaats een oppervlakte van
15,0 km², geheel bestaande uit land. Weatherford ligt op ongeveer 504 m boven zeeniveau.

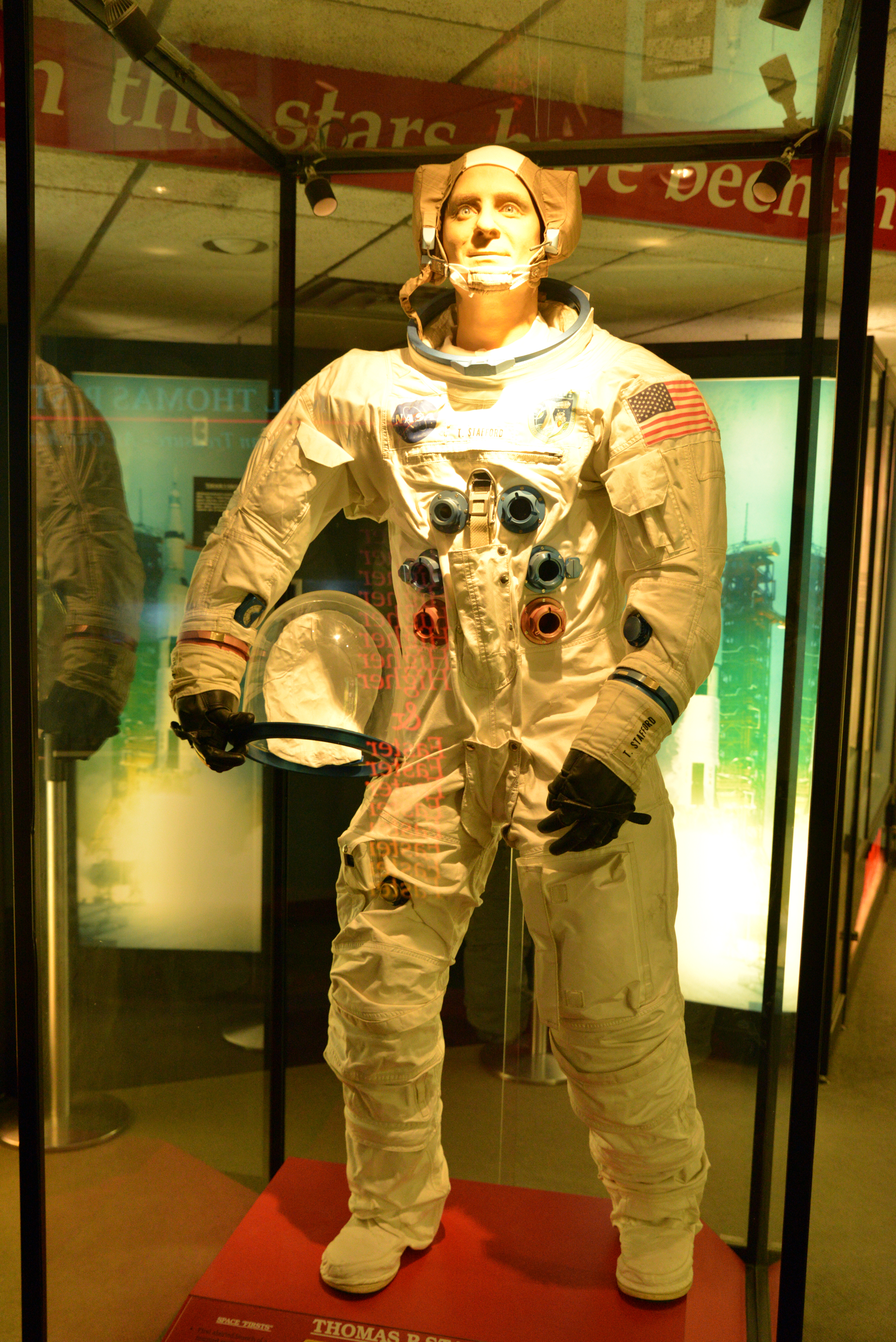
Ruimtepak van Thomas Stafford in het Stafford Air & Space Museum

## Bezienswaardigheid
- Stafford Air & Space Museum

## Plaatsen in de nabije omgeving
De onderstaande figuur toont nabijgelegen plaatsen in een straal van 24 km rond Weatherford.

## Geboren
- Thomas Stafford (1930-2024), astronaut en luchtmachtgeneraal